# Петар Самарџић
Петар Самарџић (Горњи Братач, 1891 — Невесиње, 6. јануар 1948) био је четнички војвода у Другом светском рату и командант Невесињског среза.

## Биографија
Петар (Ђорђа) Самарџић рођен је 1891. у селу Горњи Братач код Невесиња. Био је угледан домаћин познат у целом срезу. Пре рата био је истакнути функционер Земљорадничке странке.

#### Други светски рат
Усташе су одмах по доласку на власт започеле прогоне и масовна убиства Срба у свим местима Херцеговине. То је навело Србе на организовање и формирање устаничких оружаних група ради одбране и заштите голоруког народа. Један од главних организатора устанка у Невесињском срезу био је резервни наредник Петар Самарџић. Убрзо је Самарџић окупио све виђеније способне родољубе и формирао прву устаничку групу. Већ у лето 1941, створена је слободна територија и опасност од нових усташких покоља била је смањена и на крају отклоњена. Недуго после тога дошло је до повезивања устаничких одреда са Врховном командом и по добијеним инструкцијама формирана је Команда источне Босне и Херцеговине под командом Петра Баћовића. Устаничка група Петра Самарџића је крајем 1941. преформирана у Доњоневесињски батаљон. Имајући у виду велико политичко искуство и популарност коју је Самарџић уживао у народу, а на предлог команданта Херцеговине, постављен је за команданта Невесињског среза. Тада је унапређен у чин поручника.
Каснијим укрупњавањем јединица на просторима Херцеговине формирана су два корпуса, Требињски и Невесињски, а Петар Самарџић је и даље остао на дужности команданта Невесињског среза. Крајем 1941. дошло је до коначног разлаза између партизана и четника да би про- леће 1942. остало запамћено по многобројним комунистичким злочинима над политичким неистомишљеницима и национално опредељеним херцеговачким родољубима. Из сачуваног извештаја, који је командант Херцеговине Баћовић упутио јула 1942. године у Врховну команду, сазнаје се да је Петар Самарџић покушавао да ублажи и спречи братоубилачки сукоб, али није наилазио на разумевања ни на једној страни. Покушавао је да спречи убијање невиних људи и због тога су га обе стране сумњичиле — четници да штити комунисте, а партизани да неодлучно вага коме ће се приклонити.
Петров основни циљ било је спречавање братоубилачког рата на подручју Невесиња. Имао је предратне познанике и истомишљенике међу припадницима све три конфесије и стално је настојао да спречи међунационални и међуверски сукоб у свом срезу. У циљу спречавања братоубилаштва и заваде због различитих идеологија, Петар се састајао и са високим комунистичким представницима. Настојао је да убеди комунистичке вође да морају учинити заједничке напоре ради заштите народа од страдања и спречавања међусобних сукоба.
Разишао се са комунистима јер је схватио њихову погубну идеологију која се темељила на безобзирном екстремизму и злочину према сопственом народу. Говорио је да голоруки народ не може добити рат против Немаца док га не добију Руси и западни савезници, али да вође оба покрета могу спречити братоубилачки рат и непотребне жртве. Петар није наилазио на разумевање ни код четника па је тако четнички обавештајац задужен за невесињски крај, Томо Гузина, извештавао Команду Херцеговине да је комунизам у срезу узео маха, а да је за то крив толерантан и попустљив однос војводе Петра Самарџића.
После усташких злодела у првој ратној години и избијања општенародног устанка у невесињском крају, Петровом заслугом нијебило одмазди српских устаника. Запамћен је за оно ратно време необичан случај из 1942. када су по Петровом наређењу спроведени у затвор сви невесињски муслимани и стављени под стражу. Тек касније муслимани су схватили да је Петар, у ствари, склањао невесињске муслимане од четничких јединица које су тих дана пролазиле кроз Невесиње, а које нису биле под његовом командом. Петар је био једини херцеговачки делегатна Светосавском конгресу 27. јануара 1944.године који је стигао на време. Друга двојица херцеговачких делегата Лазар Тркља и професор Јован Братић закаснили су због невремена и неприлика у путу. Задовољан резултатима конгреса, вратио се у Херцеговину, али већ у току лета 1944. наступила је криза у четничкој организацији што је у доброј мери осујетило Самарџићеве политичке планове.

### Крај рата
Крајем 1944. херцеговачке јединице одлучиле су да заједно са црногорским одступе преко Босне и Хрватске на запад према Словенији и тамо се повежу са савезничким снагама и тако пронађу спас и излаз из тешке ситуације. Петар Самарџић решио је да не одступа, него да остане у Невесињском срезу рачунајући на заштиту народа и брзо окончање рата доласком савезника. Скривао се са Савом Ковачем и мањом групом непредатих припадника ЈВуО. И у таквим условима није одустајао од политичког деловања и стално је покушавао да ухвати везу са Београдом ради слања извештаја Милану Гролу. И поред тортура које су спроводиле нове комунистичке власти, народ Невесиња штитио је Петра Самарџића скоро три године.

### Смрт
Успешно се крио све до Бадњег дана 1948, када су га на крају открили припадници Озне. У сукобу је био тешко рањен и да не би пао жив у руке комунистичким џелатима, извршио је самоубиство. Након самоубиства комунисти су наредили да неко из његове породице пребаци војводино мртво тело у Кифино Село, где је изложено испред месне заједнице, а присталице нове власти долазиле су да га скрнаве и пљују. Сутрадан је тело пренесено у Невесиње где су комунисти поново организовали безбожничко скрнављење војводиног тела. После неколико дана војводино тело је по налогу власти однесено и закопано на скровитом месту које до данас није откривено.

### На крају
Петар се по много чему разликовао од већине херцеговачких команданата и остао је запамћен као велики заштитник народа све три вере у невесињском крају. Није био заслепљен националном нити верском мржњом, а још мање оптерећен осветом, него је тражио и истицао у сваком човеку његове људске вредности без обзира на веру или нацију.